# Ramblers Club Windhoek
El Ramblers Club Windhoek, també conegut com a Kingsley Ramblers per patrocini, és un club de futbol namibià de la ciutat de Windhoek. També fou conegut com a Windhoek Optics Ramblers.

## Palmarès
- Lliga namibiana de futbol:[2]
  - 1992
- Copa namibiana de futbol:[3]
  - 2005